# Затемне
Зате́мне — село в Україні, у Перемишлянській міській громаді Львівського району Львівської області. Населення становить 115 осіб. Орган місцевого самоврядування — Перемишлянська міська рада.

## Географія
У селі бере початок потік Білий.

### Історія
У XVI столітті в селі існував оборонний замок.
У 1909—1944 роках проходила залізниця Львів-Підгайці.
До 1939 року Затемне було присілком (хутором) села Лагодів Перемишлянського повіту Тарнопольського воєводства. На 1 січня 1939 року в присілку мешкало 320 осіб, з них було 160 українців-греко-католиків і 160 українців-латинників.

### Археологія
У 2008 році археологічною експедицією Львівського національного університету імені Івана Франка на території села було виявлено та досліджено дванадцять археологічних об'єктів:
- Затемне-І — курган (Бронзова доба).
- Затемне-ІІ — селище (Черняхівська культура).
- Затемне-ІІІ — селище (Черняхівська культура).
- Затемне-IV — селище (Черняхівська культура).
- Затемне-V — селище (Лука-райковецька культура).
- Затемне-V — селище (Черняхівська культура).
- Затемне-VII — селище (Тшинецько-комарівська культура бронзової доби).
- Затемне-VIII — селище (Тшинецько-комарівська культура бронзової доби).
- Затемне-ІХ — селище (Лука-райковецька культура).
- Затемне-Х — селище (Лука-райковецька культура).
- Затемне-ХІ — курганна група (Бронзова доба).
- Затемне-ХІІ — курган (Бронзова доба).

### Боротьба ОУН-УПА
9 червня 1950 року в околицях села відбувся бій між підрозділами УПА та НКВС. Під час бою загинули: надрайонний провідник СБ Микола Задорожний «Лялька», Павло Свистун «Карий», Павло Заяць «Жук».

## Населення

### Мова
Розподіл населення за рідною мовою за даними перепису 2001 року:
| Мова       | Кількість | Відсоток |
| ---------- | --------- | -------- |
| українська | 115       | 100%     |